# تشاه تقي (دلغان)
تشاه تقي (بالفارسية: چاه تقی) هي قرية تقع في قسم جلغة تشاة هاشم الريفي (مقاطعة دلغان) في إيران. يقدر عدد سكانها بـ 984 نسمة بحسب إحصاء 2016.